# Ракатау-Разеши (Бакау)
Ракатау-Разеши (рум. Răcătău-Răzeși) насеље је у Румунији у округу Бакау у општини Хорђешти. Oпштина се налази на надморској висини од 160 m.

## Становништво
Према подацима из 2002. године у насељу је живело 267 становника, од којих су сви румунске националности.